# Molophilus (Molophilus) nodulifer
Molophilus (Molophilus) nodulifer is een tweevleugelige uit de familie steltmuggen (Limoniidae). De soort komt voor in het Palearctisch gebied.